# Bunei
Bunei (武寧, r. 1398–1406), aussi connu sous le nom Wuning, est le dernier roi de Chūzan, un des trois royaumes de l'île d'Okinawa avant qu'il ne soit intégré dans le royaume de Ryūkyū par Shō Hashi.

## Biographie
Bunei hérite du trône à la mort de son père, le roi Satto. Son règne voit la poursuite de la plupart des tendances et des développements précédents, en particulier, Bunei continue à développer les liens commerciaux entre Ryūkyū et la Chine. Un bâtiment spécial est construit à Naha pour les envoyés chinois et les missions similaires et un centre commercial est établi à proximité. En outre, des annales royales commencent à être compilées; le Rekidai Hōan (« 
Trésor de la succession royale ») est dressé pour la première fois en 1403.
Cette période est témoin d'un grand développement du commerce et des interactions culturelles entre les trois royaumes d'Okinawa et d'autres États de la région. Les sources semblent indiquer, cependant, que seul Chūzan réussit à établir des relations avec le shogunat Ashikaga du Japon à cette période. Une ambassade est envoyée au Siam en 1409 et les relations avec les royaumes de Java et de Sumatra restent fortes, après avoir été mises en place peu de temps auparavant par des commerçants. Les trois royaumes d'Okinawa, Chūzan, Hokuzan et Nanzan, envoient des émissaires en Corée en 1397, probablement séparément, et établissent de solides relations amicales avec la dynastie Joseon nouvellement formée. De Corée, Chūzan voit un grand afflux d'idées et d'objets bouddhistes, et on pense que le shintō est arrivé à Okinawa d'une manière significative à cette époque aussi en provenance du Japon.
Naha devient le port le plus achalandé de l'île à cette époque, apportant plus de richesse et de prestige à Chūzan qu'à ses royaumes voisins et renforçant les tensions déjà élevées. Les seigneurs de Hokuzan et Nanzan meurent à peu près à la même époque que Satto, le père de Bunei, et comme la Chine ne reconnaît jamais plus d'un roi (ou prince, dans la vision chinoise) d'Okinawa, tous trois réclament d'être officiellement investis par la cour impériale chinoise comme seul maître de tout Okinawa. Toutefois, en raison du chaos récent à Nankin, dont s'est emparé par la force Zhu Di, s'installant lui-même au pouvoir sous le nom d'empereur Ming, la demande de Bunei reste sans réponse pendant onze ans. Une missive est finalement envoyée en 1406.
Pendant ce temps, un seigneur local (anji) nommé Hashi mène une petite rébellion en 1402 et fait tomber le seigneur du district d'Azato, à proximité du site du palais Chūzan à Urasoe. On ne sait pas quelles discussions ont eu lieu à l'intérieur de la cour royale, ou quelles actions ont été considérées, mais rien n'est fait pendant cinq ans. En 1406, moins d'un an après que Bunei a été officiellement reconnu comme roi (« prince ») de Chūzan par la Chine, Hashi mène une rébellion de plus grande ampleur, évince Bunei et établit Shō Shishō, le père de Hashi, comme roi de Chūzan. Bien que les documents n'informent pas des détails du destin de Bunei, il est probable qu'il est mort aux mains des rebelles, ou s'est échappé dans une île lointaine pour vivre le reste de ses jours dans une relative solitude.